# Liteni, Iași
Liteni (denumire anterioară Ulmi-Liteni) este un sat în comuna Belcești din județul Iași, Moldova, România. Se află în partea de nord-vest a județului, în Câmpia Moldovei, pe malul stâng al pârâului Putina.